# Курская мужская гимназия
Курская мужская гимназия — старейшая гимназия Курской губернии.

## История
Была основана 23 февраля 1808 года на базе Главного народного училища. В этот день архимандрит Аполлос в присутствии профессора Харьковского университета И. Ф. Тимковского, директора гимназии Любарского, преподавателей и учащихся отслужил в Знаменском соборе божественную литургию.
В гимназию принимались дети потомственных и мелких дворян, чиновников, мещан; среди учеников были и дети крестьян, но незначительное число. Плата за обучение составляла 100 рублей в год. Штат гимназии был небольшой: почётный попечитель, директор, инспектор, законоучитель, семь старших и трое младших учителей, учитель рисования и надзиратель.
Учебная материальная база поддерживалась за счёт благотворительности, частных пожертвований. Уже в 1830-х годах Курская гимназия имела библиотеку в 13600 томов; в ней также хранились коллекции монет, гравированных портретов императорской семьи. Гордостью гимназии была коллекция минералов из 183 экспонатов, подаренная в 1834 году курским губернатором П. Н. Демидовым.
С 22 августа 1834 года гимназия стала семиклассной, с 1875 года — восьмиклассной. С 1871 года был открыт приготовительный класс, в который принимались дети в возрасте 8—10 лет, знающие первоначальные молитвы, умеющие считать до 100 и производить сложение и вычитание.
После пожара 1836 года на месте сгоревшего корпуса было построено по проекту А. П. Брюллова трёхэтажное здание гимназии; освящение состоялось в 1842 году.
В 1815 году, когда гимназия была ещё четырёхклассной, в первом классе обучалось 41 человек, во втором — 20, в третьем — 9, в четвёртом — всего 7. В сохранившейся «Книге учащихся» за девять лет (1834—1843) были внесены записи о 291 ученике: 184 — сыновья дворян, 47 принадлежали к «обер-офицерскому званию», детей купеческих — 21, мещанских — 15.
После Октябрьской революции школьные занятия в здании Курской гимназии были прекращены и возобновились только в 1922 году, — с открытием школы № 4.
Среди известных учеников гимназии: Б. П. Алисов, А. А. Байков, Н. И. Билевич, В. П. Ветчинкин, В. А. Волжин, М. И. Гуревич, Н. М. Дружинин, М. М. Клевенский, Н. С. Коротков, Я. В. Кривцов, В. Л. Марков, Е. Л. Марков, В. П. Оболенский, М. Н. Офросимов, Л. В. Рейнгард, Н. В. Сорокин, А. А. Танков, С. И. Турбин, Н. М. Фёдоровский. С золотой медалью гимназию окончили В. В. Алёхин и С. А. Лавочкин.
В 1810—1813 годах директором Курской гимназии был Фердинанд Францевич Орля-Ошменец. После 1825 года, до 1834, директором гимназии и училищ Курской губернии был Е. И. Станевич. С 14 июля 1852 года, в течение 56 лет директором был Д. Г. Жаворонков.
В 1840-х годах в гимназии преподавал физику А.Снегирёв, сконструировавший управляемый аэростат. Естествознание преподавал A. M. Мизгер. В 1863—1868 годах латинский язык преподавал Х. П. Сольский.
Нынче здание гимназии является один из корпусов Курского электроаппаратного завода.

## Источник
- Ветчинова М. Н. Гимназическое образование в Курской губернии во второй половине XIX — начале XX века // Педагогика. — 2008. — № 3. — С. 80—85.

## Архивные источники
- ГАКО. Ф. 185 (Курская мужская гимназия)
- РГИА Ф. 733. — Оп. 228. — Д. 48 (Сведения о курских гимназиях).